# Richia aratrix
Richia aratrix là một loài bướm đêm trong họ Noctuidae.